# Radio-Televisão Timor Leste
Radio-Televisão Timor Leste è una rete televisiva est-timorese, gestita dal governo.